# Gaetano Di Giovanni
Gaetano Di Giovanni (Casteltermini, 1831 – Noto, 1912) è stato uno storico e politico italiano.

## Biografia
Padre del poeta e drammaturgo Alessio Di Giovanni, studiò il folklore siciliano. 
Per molti anni fu notaio a Casteltermini, pubblicò numerose opere fra le quali bisogna ricordare le Notizie Storiche su Casteltermini e suo territorio (1869-1880) e La vita e le opere di Giovanni Agostino De Cosmi (1888). Collaborò con Giuseppe Pitrè, raccolse numerosi canti e novelle popolari. Fu anche sindaco di Cianciana  dal 1876 al 1884.